# Bridgman Glacier
Bridgman Glacier är en glaciär i Antarktis. Den ligger i Östantarktis. Nya Zeeland gör anspråk på området. Bridgman Glacier ligger 66 meter över havet.
Terrängen runt Bridgman Glacier är bergig österut, men västerut är den kuperad. Havet är nära Bridgman Glacier åt nordväst. Trakten är obefolkad. Det finns inga samhällen i närheten.